# Siège d'Aït-Yacoub
 (juillet 2025).
 (juillet 2024).
Si vous disposez d'ouvrages ou d'articles de référence ou si vous connaissez des sites web de qualité traitant du thème abordé ici, merci de compléter l'article en donnant les références utiles à sa vérifiabilité et en les liant à la section « Notes et références ».
 (juillet 2024).
Pacification du Maroc
Le siège d'Aït Yacoub est un siège du 8 au 19 juin 1929 qui s'inscrit dans la guerre de campagne du Maroc. Il correspond à l'encerclement de l'avant-poste militaire français d'Aït Yacoub par 2 500 insoumis.

## Contexte

### Campagne du Maroc
En octobre 1925, Lyautey quitte le Maroc après sa démission du poste de résident général de France au Maroc. Depuis juin 1924, et surtout à partir de juin 1925, la guerre du Rif a mobilisé une grande partie des troupes françaises en renfort de l'armée espagnole. Les campagnes de la « pacification du Maroc » par le Protectorat français marquent une pause dans l'Atlas. Le sultan Moulay Youssef décède en novembre 1927, alors que les combats du Rif se sont terminés au printemps 1927. Depuis la nomination en janvier 1929 de Lucien Saint comme résident général de France au Maroc, une reprise progressive des opérations militaires de contrôle des zones insoumises est programmée.

### Installation du poste d'Aït-Yacoub
Au printemps 1929, il est décidé d'occuper la haute vallée du Ziz. Le groupe mobile est organisé en deux branches : l'un partant de M'Zied remonte la vallée et occupe El Bordj ; l'autre part de Zaouia de Sidi Hamza et atteint le ksar de Aït-Yacoub le 1er mai. Des éléments du 38e Goum dirigés par le lieutenant Peyron et du 7e régiment de Tirailleurs marocains du commandant Emmanuel installent un poste au-dessus du village.

### Embuscade de Tahiant

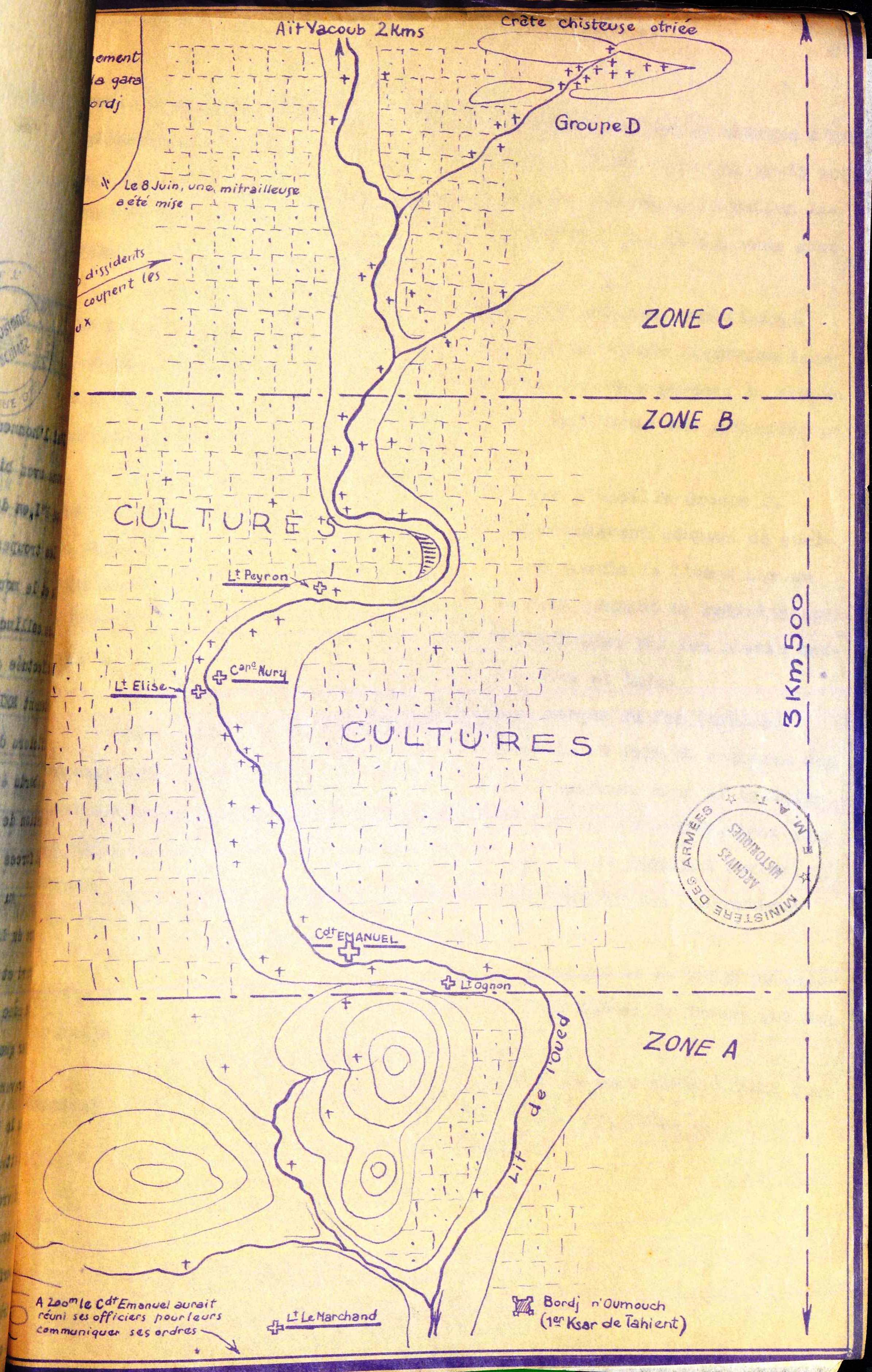
Carte des corps de soldats français retrouvés le 25 juin 1929

L'embuscade du 8 juin marque le début du siège de l'avant-poste militaire français d'Aït Yacoub.
Au matin, la ligne téléphonique est coupée en Tahiant et El Bordj. Dès 6 heures, le commandant Emmanuel, chef du détachement, envoie une équipe de téléphonistes, composée du sergent Pitel, du tirailleur Thullier et de 2 tirailleurs indigènes, réparer la ligne. La sécurité de l'équipe est assurée par 70 goumiers du 38e Goum.
Vers 7 heures, des coups de feu sont entendus vers Tahiant. Le commandant Emmanuel décide alors de constituer un détachement composé du reste du 38e Goum, des 9e et 11e compagnies ainsi que deux groupes de mitrailleuses du 7e R.T.M. et une section de la 6e compagnie du 3e R.E. Le détachement part vers 8 heures vers Tahiant
Pendant ce temps, le détachement composé des téléphonistes et leur équipe de sécurité arrive à Tahiant. Les goumiers se positionnent au sud et à l'ouest du ksar, puis sont pris à partie immédiatement.
Le groupement Emmanuel rejoint la position du détachement vers 9h15. La 11e compagnie se positionne à droite du Goum, 3 sections en première ligne, sergent-chef Achard à droite, sergent Narbonne au centre, sergent Abdel Aziz à gauche. La compagnie ne voyant rien, bien que le Goum à sa gauche est pris à partie, fait un bon de 200 mètres avant de se faire prendre à partie elle aussi. Elle se trouve à ce moment-là à 1 500 mètres à l'ouest sud-ouest de Tahiant, et tient cette position jusqu'à 13 heures.
La section de mitrailleurs du lieutenant de Francolini s'intercale entre le Goum et la 11e compagnie. À 10 heures, la section est en difficulté après que son chef soit grièvement blessé et que le sergent-chef Bardel soit tué. La section du sergent Narbonne doit protéger la section de mitrailleurs.
La 9e compagnie, composée de la section de l'adjudant-chef Grouillebois, de celle de l'adjudant Murzy et de la section de Légion du lieutenant Lemarchand, prend position à l'ouest de Tahiant à environ 400 ou 500 mètres. Elle prend le flanc gauche des Goumiers.
Une section de la 9e compagnie, celle de l'adjudant-chef Grouillebois, est détachée à la sécurité de l'équipe de téléphonistes. Isolée et loin de la compagnie, celle-ci reçoit l'ordre du lieutenant Hognon vers 12 heures de rejoindre la position de la 9e compagnie. L'équipe téléphoniste décroche de la position, sauf le sergent Pitel qui refuse de quitter sa position tant qu'il n'a pas fini de réparer la ligne.
Vers 12h45/13 heures, le commandant Emmanuel ordonne à tout le détachement de décrocher. Le dégagement est difficile, les pertes deviennent sensibles, les compagnies et les goums se gênent dans leur retraite. Le groupement arrive vers 13h/13h30 à Tahiant, où le commandant Emmanuel envoie un dernier message.
Dès lors que le détachement dépasse Tahiant, la situation devient confuse. Les sections sont attaquées de tous les côtés, les sections des ailes ainsi que le Goum arrivent plus facilement à se dégager, mais le reste des sections est sévèrement pris à partie. L'ennemi, qui a réussi à contourner par la tête de la colonne puis à s'infiltrer dans celle-ci, mène le combat au corps à corps. De nombreux cadavres seront retrouvés avec les traces de plusieurs coups de couteaux ou de pierre.
Les officiers, séparés de leurs troupes, sont entourés par de nombreux hommes sans armes. Les officiers peuvent résister un temps avec leurs pistolets, comme le capitaine Nury qui peut en descendre 3, mais à court de munition, ils sont massacrés à coup de pierre et de couteaux.
La dernière section à rentrer au camp est celle du sergent Narbonne de la 11e compagnie, arrivée vers 15h/15h15.
L'appel dans les unités est fait, les pertes du 7e RTM sont :
- Disparus
  - Commandant Emmanuel
  - Capitaine Nury
  - Lieutenant Helly
  - Lieutenant Hognon
  - Sergent-chef Paolini
  - Sergent-chef Bardel
  - 6 sergents, dont le sergent Pitel et le sergent Brévignon
  - 6 caporaux, dont le caporal Saley
  - 43 tirailleurs, dont le tirailleur Oriot
- Tués : 
  - Sergent Mathevon
  - 2 caporaux
  - 5 tirailleurs
- Blessés :
  - Lieutenant Briard
  - Lieutenant de Francolini
  - 1 sergent
  - 8 tirailleurs

Au total, les pertes, comprenant celles du 38e Goum et de la section du 3e RE, sont de 113 hommes : 87 disparus, 10 tués et 16 blessés.
Concernant les pertes matérielles, le détachement perd 2 mitrailleuses, 3 fusils mitrailleurs 1924, 64 fusils, 24 mousquetons, 6 chevaux, 11 harnachements et 9 mulets.

## Siège d'Aït Yacoub
Le siège d'Aït-Yacoub est décrit par le Journal de Marche et d'Opérations du 3e bataillon du 7e RTM, par le JMO du 38e Goum, par le JMO de la 6e compagnie du 3e RE, par le JMO du blockhaus, et par le rapport du capitaine Pistre, commandant de l'avant-poste d'Aït-Yacoub en remplacement du commandant Emmanuel.

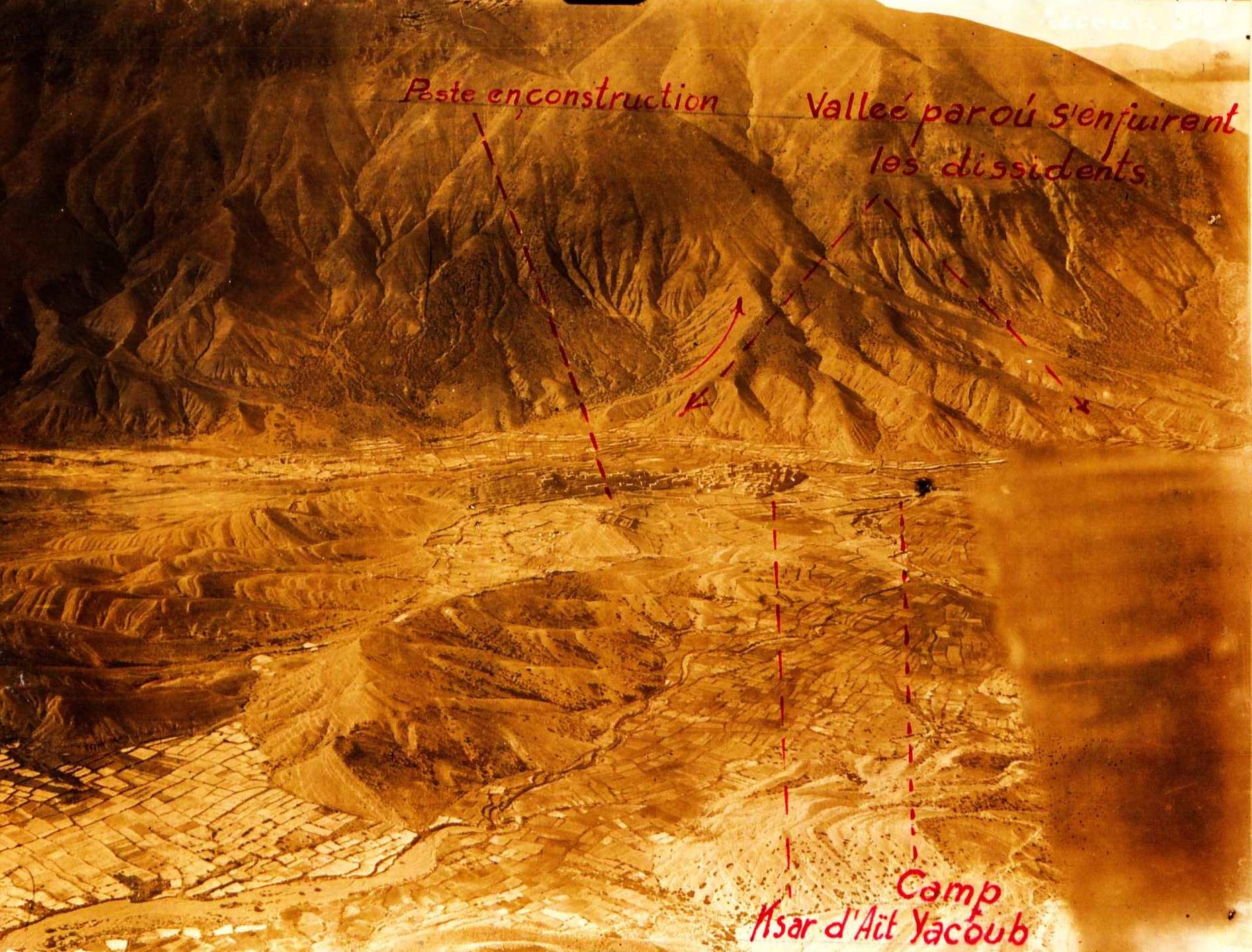
Photographie du ksar d'Aït-Yacoub

### 9 juin[2]
Dans la nuit du 8 au 9 juin, les défenses du camp sont renforcées, les sentinelles doublées, tous les hommes à la murette sous les ordres des quatre officiers restants.
Dès 7 heures du matin, des groupes de dissidents de 15 à 20 personnes paraissent dans le fond de la vallée au col de Tahiant. Ils s'infiltrent sur les pentes Nord et Sud. À 8 heures, l'artillerie du camp tire sur un groupe important à hauteur du col, un obus tombe au milieu d'un groupe et le disperse.
Les infiltrations continuent toute la matinée. Vers 10 heures, le Blockauss tire à la mitrailleuse et au V.B. sur des dissidents qui se dirigent sur Aït-Yacoub par l'oued et les pentes.
À 11 heures, des coups de feu partent de différents points des crêtes à gauche et à droite de l'oued en direction du bivouac. Nombreux tires d'artillerie sur les crêtes et en particulier sur une crête du cimetière à 1 200 mètres du bivouac.
De 13 heures à 18 heures, le blockauss continue de tirer sur les pentes Ouest et Est de la crête où il se trouve, les liaisons téléphoniques avec le bivouac sont coupées. Vers 18 heures, au milieu d'une vive fusillade rapprochée venant de toutes les directions sauf l'est, la section du sergent Pecoste occupant le blockauss abandonne sa position et se replie au bivouac face à un contingent d'une centaine de dissidents.
Les dissidents prennent la position du blockauss et ouvrent un feu nourri sur le bivouac. De nombreuses bandes arrivent depuis Tahiant et encerclent la position. Certains s'approchent très près sur la face tenue par le reste du bataillon du 7e RTM.
Au cours de la nuit, des infiltrations sont tentées jusqu'à la ligne de fils de fer. Elles sont toutes repoussées par les tirailleurs.
La communication avec Rich est maintenue jusqu'à 23 heures, heure à laquelle les dissidents coupent la ligne.
Au cours de la nuit, les dissidents occupent et brûlent Afraskou.
Bilan
- Pertes : 5 blessés.

### 10 juin[2]
À 5h30, arrivée du 1er avion qui lance un message et permet d'établir la liaison par panneau. D'autres avions viennent par la suite ravitailler le bivouac en cartouches et bombarder les crêtes.
Toute la journée est marquée par des coups de feu en provenance de la crête ouest. L'artillerie exécute des tirs par intermittence qui font cesser momentanément le feu. L'intensité des feux augmente dans l'après-midi depuis la partie ouest, en particulier depuis la pente à l'est d'Afraskou.
Vers 15 heures, un détachement de monteurs et de goumiers sort réparer les lignes téléphoniques. Une première coupure est réparée à 500 mètres du camp et une deuxième est repérée à 1 500 mètres. L'ordre est donné au Goum de rentrer, car un groupe de cavaliers et de piétons a été aperçu en venant de l'est.
À 15h30, la crète à 1 500 mètres au Nord-Est du poste en construction est occupée par une cinquantaine de dissidents. Un tir d'artillerie les disperse causant la mort de certains d'entre eux.
Vers 18h30, des groupes importants et nombreux (piétons et cavaliers) apparaissent au col d'Afraskou. Une partie occupe les pentes à 1 500 mètres à l'ouest du village, les autres la crète Nord. La fusillade s'intensifie, l'ordre est donné : tout le monde aux murettes.
À la nuit tombée, l'ennemi avance vers les faces Nord et Ouest du bivouac. Un artilleur est blessé mortellement à la murette, un tirailleur de la compagnie de mitrailleuse est également blessé mortellement, tandis qu'un autre est légèrement blessé. L'ordre est donné de ne tirer que sur ordre. Le feu est ouvert lorsque les dissidents sont à une centaine de mètres. La fusillade les disperses, causant des pertes sévères, mais une autre attaque est lancé sur le poste en construction qui finalement échoue.
Une autre attaque est lancée à l'Est du ksar qui est enrayée par les partisans d'Aït Yacoub et de la Zaouia, renforcés par des goumiers, le tout sous les ordres de l'Adjudant Delahouillere.
En se retirant sur Afraskou, une dernière tentative est lancée par les dissidents sur le poste en construction, sans résultat. Ils se retirent définitivement vers 2 heures du matin le 11 juin.
Bilan
- Pertes : Le tirailleur Lahcen ben Mahjoub tué, 6 blessés dont un lieutenant[3]
- État des munitions : Munitions d'artillerie presque épuisées (reste 40 obus). Cartouches de fusil en quantité suffisante si ravitaillés tous les deux jours.
- Grenades : Un ravitaillement en grenades et en V.B. est urgent.
- Vivres : 10 jours de vivres sauf pour le vin, 4 jours
- État de la troupe : Fatigué d'un point de vue physique, mais le moral est bon.

### 11 juin[2]
Vers 5h30, un avion lance un message du colonel Roucault indiquant l'arrivée d'un groupe de partisans. L'aviation ravitaille aussi en cartouches et en médicaments. Tirs toute la journée en provenance de la crête Ouest.
Dans l'après-midi, des groupes en provenance d'Afraskou occupent les crêtes Nord Est et tirent sur le bivouac.
L'aviation bombarde Afraskou et la crête Ouest à plusieurs reprises. Elle ravitaille aussi le camp en cartouches et médicaments.

### 12 juin[2]
Nuit du 11 au 12 relativement calme, hormis une attaque à 22 heures sur la partie Est du ksar qui a été repoussée après deux heures de combat.
Bombardement tôt le matin par aviation sur la crète Ouest et à Afraskou. Ravitaillement en munitions.
Vers 12 heures, gros rassemblements à Afraskou de 400 à 500 dissidents qui défilent vers l'Est au Sud de la crète de Tassameurt et s'infiltrent par les petites vallées entre cette crète et le poste en construction. Ils viennent s'installer sur les crètes dominant le poste, à environ 600 mètres.
Quelques petits groupes profitant des orges très hautes et des séguias s'approchent à une centaine de mètres des faces Nord et Est du bivouac, mais un feu au commandement les fait fuir en laissant 10 morts sur le terrain.
Pendant ce temps, le poste est encerclé peu à peu. Les mitrailleuses du bivouac, le FM du Goum et la mitrailleuse du poste dispersent les dissidents qui abandonnent la partie et se retirent sur Afraskou.
Bilan
- Pertes : 5 blessés, dont un tirailleur marocain qui décédera le 17 juin[3]

### 13 juin[2]
La nuit du 12 au 13 juin est relativement calme.
Tôt le matin, les avions survolent le camp et envoient des messages. Dans la matinée, ils bombardent l'ancien blockhaus et la région d'Afraskou. Par ailleurs, ils ravitaillent le camp en cartouches, médicaments et tabacs.
Vers 17h30, l'un d'eux atterrit à 1 200 mètres à l'est du ksar. Un détachement d'une trentaine de légionnaires et de goumiers sont envoyés récupérer le ravitaillement.
Des dissidents venues d'Afraskou arrivent vers 18 heures et tirent sur le bivouac depuis les crêtes Nord-Ouest
Bilan
- Pertes : 3 blessés, dont le sergent-chef Rouffy qui décédera le 15 juin, un tirailleur marocain qui décédera le 17 juin, et un canonnier sénégalais qui décédera le 19 juin[3].

### 14 juin[2]
Nuit calme malgré quelques coups de feux.
Bombardement d'Afraskou, Tassameurt et de l'ancien petit poste dans la matinée par l'aviation.
Multiples groupes de 10 à 12 dissidents venant d'Afraskou et si dirigeant vers l'est. Vers 14 heures, le poste signale des dissidents venant de l'Est.
Nouveaux bombardements d'Afraskou, Tassameurt et des vallées plus à l'Est dans l'après-midi.

### 15 juin[2]
Nuit calme, quelques coups de feux sur les dissidents qui tentent de s'approcher du camp.
Bombardement par l'aviation d'Afraskou et ses environs, et ravitaillement en munitions.
Fusillade vers 16h20 dans Afraskou entre des dissidents.
Bilan
- Pertes : un artilleur et un tirailleur blessés.
- Vivres : à partir du 15, plus de viande fraiche. Le poste possède pour 8 jours de viande en conserve.
- État sanitaire : 24 blessés au total le 15 juin, dont le sergent-chef de la Légion, blessé le 13 juin, qui est dans un état grave. Le sergent-chef Rouffy décédera dans la nuit du 15 au 16[4].

### 16 juin[2]
Coups de feu toute la journée.
La situation devient difficile. Les tirs incessants tendent les hommes, les blessés sont fréquents, le moral s'affaiblit. Les partisans trouvent le temps long et les gens du ksar s'impatientent, ils voudraient s'occuper de leur récolte.
Les dissidents essayent de retourner les partisans contre les goumiers.
Aucun mouvement se fait le jour, tout est fait la nuit : abreuvoir, distribution, travaux d'aménagements.
L'aviation bombarde la crête ouest à partir de 18 heures.
Bilan
- Le tirailleur Ahmed ben Messaoud est tué, un caporal et un tirailleur blessés[3],[4].

### 17 juin[2]
Nuit calme, quelques coups de feux sont signalés.
Le poste signale à 7 heures que des supposés partisans viennent de l'Est, dans le même temps 400 ou 500 dissidents sortent d'Afraskou et viennent à leur rencontre. Ils descendent par la suite vers Tassameurt derrière la crête du "Chapeau du Gendarme" pour occuper les hauteurs entre cette crête et le poste. Ils ouvrent le feu en direction du poste, qui répond en retour avec les mitrailleuses.
L'aviation bombarde les alentours du poste.
Les dissidents se retirent sur Afraskou et subissent de nouveaux bombardements.
Un drapeau français est largué sur le camp par l'aviateur Soloviof.
Bilan
- Deux tirailleurs, Mohamed ben M'hamed et Abbes ben Lachemi, blessés précédemment, décèdent des suites de leurs blessures[4].

### 19 juin[2]
Vers 3h, une fusillade nourrie éclate, particulièrement vive entre le poste et le camp.
Au même moment, le ksar est attaqué. L'attaque s'effectue maison par maison, dès que l'une d'elles est prise, elle est incendiée. Les bâtiments occupés par les goumiers sont, peu après le jour, entourés de flammes. L'adjudant Delahouillere, commandant le Goum, le maréchal des logis Bervillier et une grande partie des goumiers sont tués. Le sergent Brevet, avec les quelques goumiers restants, arrive à se dégager en se jetant de terrasse en terrasse et à gagner le camp vers 9 heures.
Au même moment, le capitaine Pistre est blessé, le commandement passe au capitaine Fassot du 7e RTM.
De là, le ksar est entièrement aux mains des dissidents qui dominent le camp, aussi bien du ksar que de la crète Ouest, et dirigent un feu nourri à l'intérieur du camp. La situation devient intenables, les hommes sont immobilisés. Seul la mitrailleuse servie par le Sergent Latus, après que son servant fut mis hors de combat, et un F.M. 24 de la 11 compagnie servie par le sergent Mohamed s'efforcent à neutraliser les créneaux de la Kasbah.
De nombreux dissidents s'infiltrent à travers les orges et parviennent à courte distance de la murette, entre le camp et le poste. Ils sont repoussés par une section composée de tirailleurs et de légionnaires sous le commandement de l'adjudant Solioun du 7e RTM.
Des dissidents poursuivent des partisans qui se réfugient à l'intérieur du poste : ils sont repoussés à coup de pierres par les légionnaires.
Pendant toute la matinée et la première partie de l'après-midi, les attaques se poursuivent sous la même forme : feux nourries du ksar et de la crète Ouest, infiltrations par les orges et tentatives sur la murette.
À 16 heures, le capitaine Fasso reçoit une balle au-dessus du genou. Le commandement du camp passe à l'adjudant Solioun.
Presque aussitôt, l'ennemi se retire devant les tirailleurs du 3e RTM venus désencercler Aït-Yacoub.
Bilan
- Pertes 7e RTM : 1 sergent et 6 tirailleurs tués; 1 officier, 4 sous-officiers, 25 caporaux et tirailleurs blessés[6].
- Pertes 3e RE : Les légionnaires Jakowlew, Pervoost et Wieser sont tués[4].
- Pertes 38e Goum : Les pertes du 38e Goum ne sont pas répertoriées, mais l'adjudant Delahouillere et le maréchal des logis Berveiller sont tués[5]. D'après le témoignage du sergent Weiss du 3e R.E., le 38e Goum ne lui restait qu'un sous-officier et 17 goumiers après son évacuation de la Kasbah d'Aït-Yacoub, en sachant qu'après l'embuscade de Tahiant, le 38e Goum était composé de 90 gradés et goumiers[7].
- Le médecin du camp, le médecin-lieutenant Morvan, indique qu'il y a eu 57 blessés le 19 juin parmi les défenseurs d'Aït-Yacoub, dont  2 officiers (Pistre et Fassot), 5 sous-officiers et 50 soldats[3].

## Désencerclement du poste

### Constitution du groupe mobile Nieger
La constitution du groupement Nieger, dirigé par le général Émile Nieger, est définie par la note 4/M du 13 juin 1929 :
État-major
- Chef E.M. du groupement : Commandant Salbert
- Officiers : 
  - Capitaine Hogard
  - Lieutenant Cornet
  - Lieutenant Devaux
  - 1 officier des Affaires Indigènes
  - 1 officier des Transmissions

Groupement des forces de la Zaouia de Sidi Hamza
- Groupe aux ordres du colonel Mathivet (adjoint : lieutenant-colonel Pedelmas) :
  - Capitaine Adam :
    - Partisans stationnés à la Zaouia
    - Compagnie Saharienne du Cuir
    - 21e Goum

  - Bataillon 2/7e RTM (Gérard)
  - Bataillon 2/8e RTM (François)
  - Bataillon 3/3e RE (Tarraube)
  - 1 Section du 2e Groupe RACM (1 pièce)
  - 1 escadron du 8e Spahis
- Groupe de réserve :
  - Bataillon 3/14e RTA (Fricker)
  - 2e groupe du RACM (Taulier)
  - 1 batterie du 4e Groupe du RACM (Ardisson)
  - 3 escadrilles
  - Convoi
  - Éléments de services

Groupes de forces de l'Alloutif
- Groupe aux ordres du lieutenant-colonel Panecorse :
  - Partisans
  - 1 bataillon mixte :
    - 3 compagnies du 14e RTA
    - 1 compagnie du 3/3e RTM
    - Bataillon 1/3e RTM

Le groupe de forces de la  Zouia de Sidi Hamza se concentre à la Zouia, tandis que le groupe de forces de l'Alloutif se concentre sur le camp de l'Alloutif.

### Déroulement
Le désencerclement du poste commence au cours de la nuit du 18 juin avec la progression des forces supplétives du capitaine Adam au col de Tanghift, qu'elles occupent. Ces derniers couvrent le groupement qui progresse à son tour à partir de 5 heures.
Le groupement installe un camp à l'Ouest de Tanghift sur les pentes Est du col. Il est court à l'ouest par les forces supplétives du capitaine Adam et par le bataillon 2/7e RTM qui s'établit sur le col même.
La liaison avec le groupe du lieutenant-colonel Panescore a été réalisée à 14 heures. Il rejoint le camp du groupe mobile après avoir laissé un détachement, composé du chef de bataillon Carbennay du 2/14e RTA, 2 compagnies et des partisans, afin de couvrir la gauche de la colonne le 19 juin.
Un incident survient dans la soirée : un avion de liaison largue accidentellement une bombe qui tombe sur le bivouac du 3/14e RTA, causant 20 victimes.
Après une nuit calme, le marche du Groupement Nieger reprend sur Aït Yacoub.

## Conséquences

### Pertes

#### Pertes françaises
D'après un document du 1er bureau de l'État-Major de la région de Meknes, les pertes totales subies dans l'affaire d'Aït-Yacoub s'élèvent à 293 hommes, dont 82 tués, 125 blessés et 86 disparus.
| Grades         | Tués | Blessés | Disparus | Total |
| -------------- | ---- | ------- | -------- | ----- |
| Officiers      | 1    | 5       | 6        | 12    |
| Sous-officiers | 7    | 15      | 10       | 32    |
| Troupe         | 74   | 105     | 70       | 249   |

#### Pertes dissidentes
D'après le rapport du général Nieger, les pertes ennemies sont estimés à 600 tués. Le nombre de blessés n'a pas pu être déterminé.

#### Récupération et inhumation des corps
Une mission de récupération des corps est lancée le 25 juin mené par le lieutenant Betbeder, chef des Affaires Indigènes du secteur. Il ramènera 80 dépouilles françaises, dont deux de partisans et celles du lieutenant Lemarchand et Hognon. Les corps du commandant Emmanuel, du capitaine Nury, du lieutenant Peyron et du lieutenant Helly avaient été ramenés le 20 juin.
Sur les 80 corps, 31 ont pu être identifiés, les 49 autres n'ont pu l'être en raison de leur état. Ils ont tous été inhumés dans deux cimetières situés au pied de la pente Ouest du Poste en construction.
Les corps des dissidents ont été enterrés dans des fosses communes autour du poste.

### Politique[9]
L'embuscade de Tahiant et le siège d'Aït Yacoub font la une des journaux pendant plusieurs semaines:
- L'Est Républicain
- Le Petit Haut-Marnais
- Le Petit Troyen
- La Dépêche Algérienne
- La Dépêche de Constantine
- L'Express du Midi
- L'Indépendant des Basses-Pyrénées
- Le Courrier de Saône-et-Loire
- L'Écho de Carcassonne
- L'Ouest-Eclair
- L'Éclair comtois
- Le Petit Limousin
- La Dépêche
- etc.

L'affaire d'Aït-Yacoub provoqua de vives tensions politiques à la Chambre sur la politique française au Maroc. 10 interpellateurs, principalement des mouvements socialistes et communistes, interpellent le Gouvernement. Les mouvements de gauche, incarnés à la Chambre par Édouard Daladier, militent pour une politique française au Maroc plus souple : envoyer des médecins et ingénieurs plutôt que des militaires. Le gouvernement préfère suivre une politique par la force : plus de militaires.
Les débats mènent aussi sur l'honneur du commandant Emmanuel et de Théodore Steeg (Commissaire résident général du Maroc de 1926 à 1928). Des militaires tels que le colonel Roucault ou le général Freydenberg, repris par des politiques et des journalistes, mettent sur le compte du désastre d'Aït-Yacoub le comportement du commandant Emmanuel. Édouard Daladier défend le commandant en disant que la position de l'avant-poste d'Aït-Yacoub était une erreur stratégique du haut commandement.